# Lye (Frankrijk)
Lye is een gemeente in het Franse departement Indre (regio Centre-Val de Loire) en telt 824 inwoners (2005). De plaats maakt deel uit van het arrondissement Châteauroux.

## Geografie
De oppervlakte van Lye bedraagt 25,0 km², de bevolkingsdichtheid is 33,0 inwoners per km².
De onderstaande kaart toont de ligging van Lye (Frankrijk) met de belangrijkste infrastructuur en aangrenzende gemeenten.

## Demografie
Onderstaande figuur toont het verloop van het inwonertal (bron: INSEE-tellingen).